# Naissance en 1129
Naissance
- 1125
- 1126
- 1127
- 1128
- 1129
- 1130
- 1131
- 1132
- 1133

Cette page dresse une liste de personnalités nées au cours de l'année 1129 :
- Abu al-Abbas as-Sabti, maître soufi marrakchi originaire de Sebta.
- Élisabeth de Schönau, religieuse et visionnaire allemande.
- Nicolas d'Avesnes, seigneur d'Avesnes, de Condé, de Leuze et de Landrecies.
- Theophanes Kerameus (en), évêque de Rossano.
- Najamuddin Ahmed (fa), ou Khwaja Najamuddin Ahmed Mushtaq Bin Moudodi, saint du Soufisme.

## Crédit d'auteurs
- Cet article est partiellement ou en totalité issu de l'article intitulé « 1129 » (voir la liste des auteurs).